# 卡鲁日
卡鲁日（法語：Carouge，法語發音：[kaʁuʒ] ⓘ）是瑞士日内瓦州的一个镇，在日内瓦市区东南方，与日内瓦老城隔阿尔沃河相望。
历史上，卡鲁日长期属于萨伏依公国。1816年，卡鲁日成为瑞士日内瓦州的一部分。其老城区别具特色。

## 友好城市
- 法國 卡鲁日

## 外部連結
- （法文）卡鲁日（页面存档备份，存于）